# 壽長
壽長（？—1900年），呼爾拉特氏，清朝軍事將領。多隆阿之孫。
光緒二十一年，任金州副都統。光緒二十四年，任正黃旗滿洲副都統，統奉天仁字軍，后因事革職。光緒二十六年，沙俄入侵，壽長力請戰，召回京，未行而被逮捕，不屈而亡。